# 奧伊米亞康區

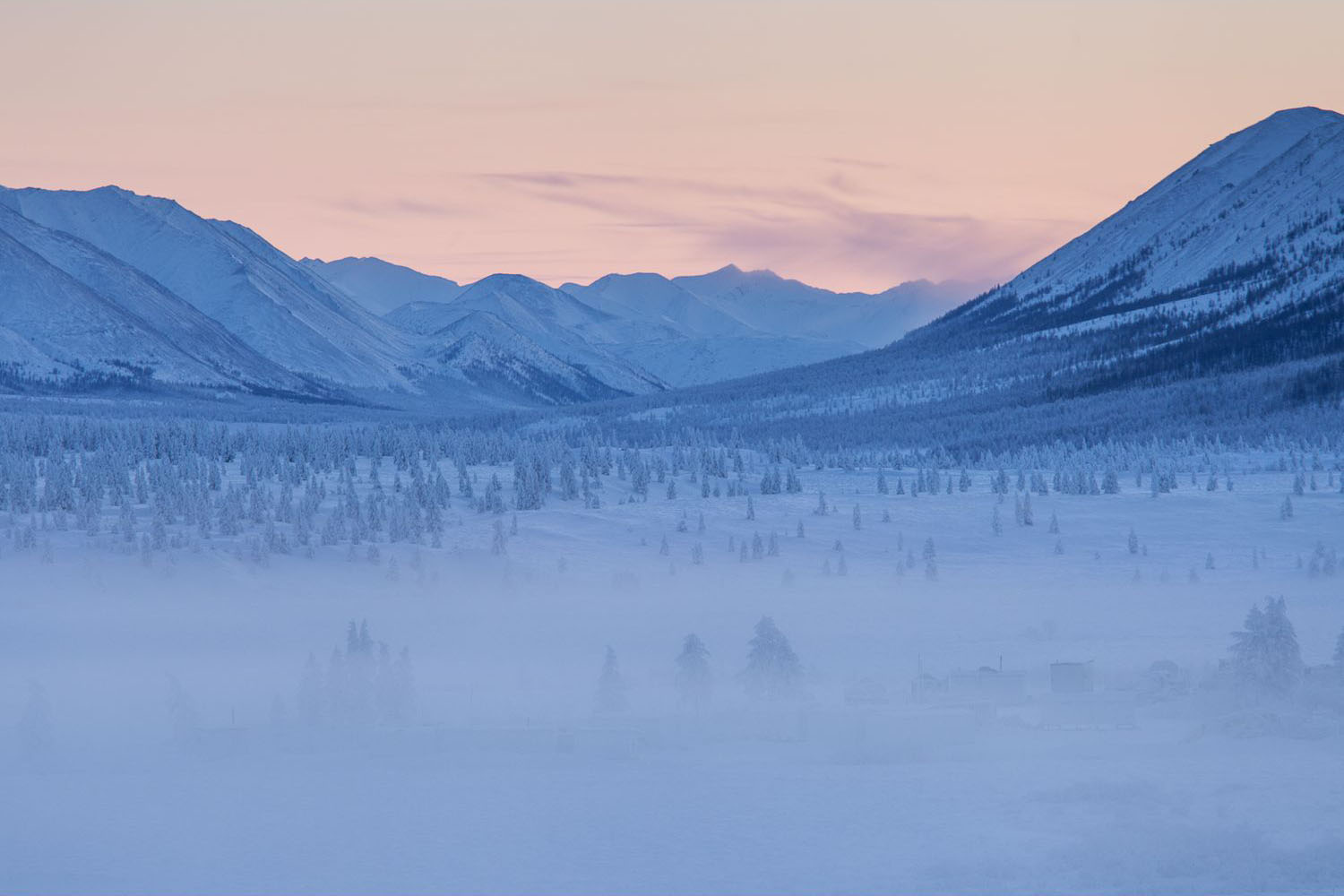

63°27′N 142°47′E / 63.450°N 142.783°E
奧伊米亞康區（俄语：Оймяконский улус）是俄羅斯的一個區，位於該國東部，由薩哈共和國負責管轄，始建於1931年5月20日，面積92,300平方公里，2010年人口10,109，人口密度每平方公里0.11人。行政中心为乌斯季涅拉。

## 地理位置

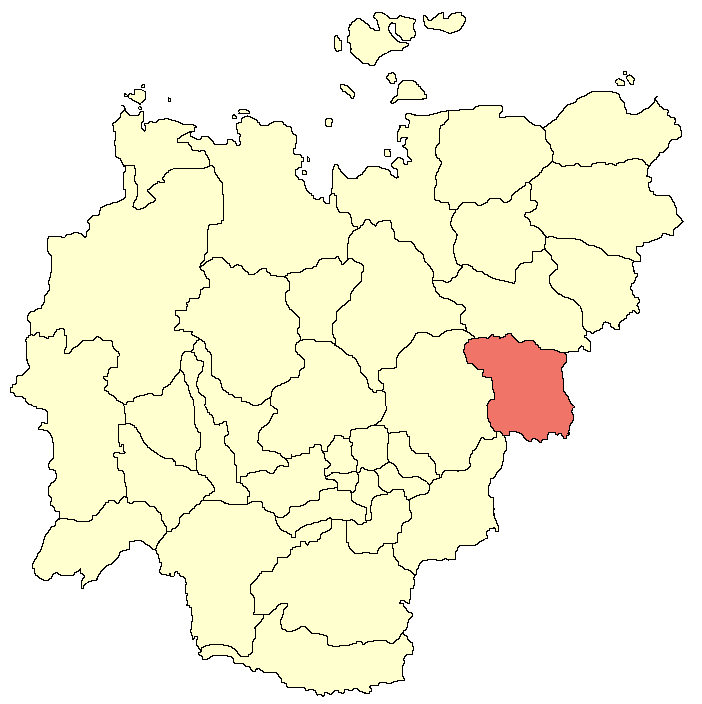
奥伊米亚康区在萨哈共和国的位置

奥伊米亚康区位于萨哈共和国东部，北邻莫马区、西接通波区、西南为乌斯季马亚区；东侧和南侧则分别与马加丹州及哈巴罗夫斯克边疆区接壤。